# Laurent Grimod de La Reynière
Pour les articles homonymes, voir Grimod et La Reynière.
Laurent Grimod de La Reynière, né à Paris le 11 février 1734, et mort dans la même ville le 6 nivôse an II (26 décembre 1793), est un financier français. Fermier général de 1754 à 1780.

## Biographie
Fils d'Antoine Gaspard Grimod de La Reynière (1690-1756), fermier général de 1721 à 1756, et de Marie-Madeleine Mazade, fille d'un fermier général, Laurent Grimod de La Reynière est lui-même fermier général titulaire de 1756 à 1780 et administrateur général des Postes. Il a fait fortune comme fournisseur à l'armée du maréchal de Soubise pendant la guerre de Sept Ans. En 1753, il fait l'acquisition du château de Monceau.
Marié le 1er février 1758 à Suzanne-Françoise-Élisabeth de Jarente (1736-1815), fille du marquis d'Orgeval et nièce de Louis Sextius Jarente de La Bruyère, évêque d'Orléans, il est le père du célèbre gastronome Alexandre Balthazar Laurent Grimod de La Reynière (1758-1838). L'une de ses sœurs est mariée à Malesherbes, une autre au marquis Marc-Antoine de Lévis,.
Il a fait construire en 1775 par Jean-Benoît-Vincent Barré, à l'angle de l'avenue Gabriel et de la rue Boissy d'Anglas à Paris, l'hôtel Grimod de La Reynière, où le peintre Charles-Louis Clérisseau a exécuté le premier décor à l'antique inspiré des découvertes archéologiques faites à Pompéi et Herculanum.
Malgré leurs alliances et leur richesse, le financier et son épouse subissent des humiliations de la part des courtisans dans les années 1780, signe que l'intégration du couple dans la « bonne société » est inachevée.
Il décède de mort naturelle quelques jours avant le procès des Fermiers généraux, qui, sous la Terreur, ne l'aurait sans doute pas épargné.